# ТУ7
ТУ7 (рос. Тепловоз Узкоколейный, тип 7) — радянський, пізніше російський тепловоз для колії шириною 750—1067 мм. Спроєктований у 1971-1972 роках на Камбарському машинобудівному заводі для заміни застарілих тепловозів серій ТУ2 і ТУ4. Побудовано 3373 екземпляри, з них декілька сотень було поставлено на експорт до країн соціалістичної співдружності.

## Модифікації

### Полегшений ТУ7
Не дивлячись на те, що ТУ7 мав навантаження на осі всього 6 тон, для багатьох вузькоколійок він був важким.
У зв'язку з тим з 1974 року зменшено запаси пального і баласт, поставлена передача УГП400-201.
Зменшено вагу до 20 тон, а навантаження до 5 тон. Не має свого імені. З 1975 року дві модифікації ("важка" і "легка") виготовлялись паралельно.

### ТУ7Р
З 1978 року на базі ТУ7 був спроєктований снігоочисник ТУ7Р. 
Потужність дизеля використовується на привід ротора, встановленого в протилежному кінці тепловоза. При цьому дизель розвернутий на 180 градусів. 
Візки ТУ7Р уніфіковані з візками ТУ7, але не мають осьових редукторів. 

### ТУ7М (ТГМ40)
З 1981 року був спроєктований тепловоз ТУ7М з збільшеною базою візків, коліс, кабіною, збільшеною довжиною і колією 1520 мм. 
З 1982 року цей тепловоз вироблявся серійно під ТГМ40. 

### ТУ7А
В 1986 році була вироблена модернізація тепловоза. Змінена електрична схема, застосовані гасителі коливання на заміну гідравлічних. Модернізований тепловоз отримав назву ТУ7А. Нумерація стала прохідною.
Далі немодернізовані тепловози не вироблялись. Тепловози ТУ7А випускались в «легкій» і «важкій» конфігураціях.
Через економічних труднощі, виробництво тепловозів припинилось до 1996 року і відновилось з 2001 року — в основному для дитячих залізниць. В 2014 році на замовлення Алапаєвської дитячої залізниці був виготовлений ТУ7А-3367 в новому кузові. Тепловоз ТУ7А виробляються по сьогодні в маленьких кількостях. Станом на 2020 рік відомо побудування ТУ7А-3373 для ВАТ «Кучуксульфат».
В 2008 році по замовленню Російської залізниці побудована модифікація. На неї замість дизеля 1Д12 поставили дизель ЯМЗ-238, а замість гідропередачі УГП400-650 — автомобільну коробку передач ГМП 851-2, виробляючи в Казані по ліцензії фірми «Фойт».
Система управління на даній модифікації суттєво відрізняється тим. Управління гідропередачею здійснюється кнопками «1-2-D-N-R», як на автобусах ЛіАЗ-5256.
Дані тепловози будувались з 1986 року, з прохідною нумерацією. Однак проєкт виявився невдалим і з 2010 року будувався тепловоз ТУ10. Сумарно 20 тепловозів двох модифікацій (1986р. і 2008р.) були поставлені до 2010 року на деякі ДЗ, останній (ТУ7А-3362) — на ДЗ в Іркутськ.

### ТУ7Е, 2ТУ7, ТУ7ЕЛ
В 1976-1977 і в 1991 роках були вироблені односекційні (ТУ7Э) і двосекційні (2ТУ7) тепловозів для колій 762—1430 мм, а також тепловозів з лівостороннім управлінням (ТУ7ЕЛ), які були передані в В'єтнам, на Кубу, в Болгарію, Чехословаччину, Гвінею.

### ТУ7С
В 1989-1990 роках Камбарський завод по замовлення Міністерства шляхів сполучення прийняв спробу розробити на базі ТУ7 локомотив спеціально для ДЗ. Тепловоз повинен був мати двокабінну компоновку з виходом з кабіни не на відкритий майданчик, а через тамбур на дві сторони колії. Проєкт отримав назву ТУ7С. Через економічну кризу реалізація зірвалась, виконаного в Свердловську.

## Галерея

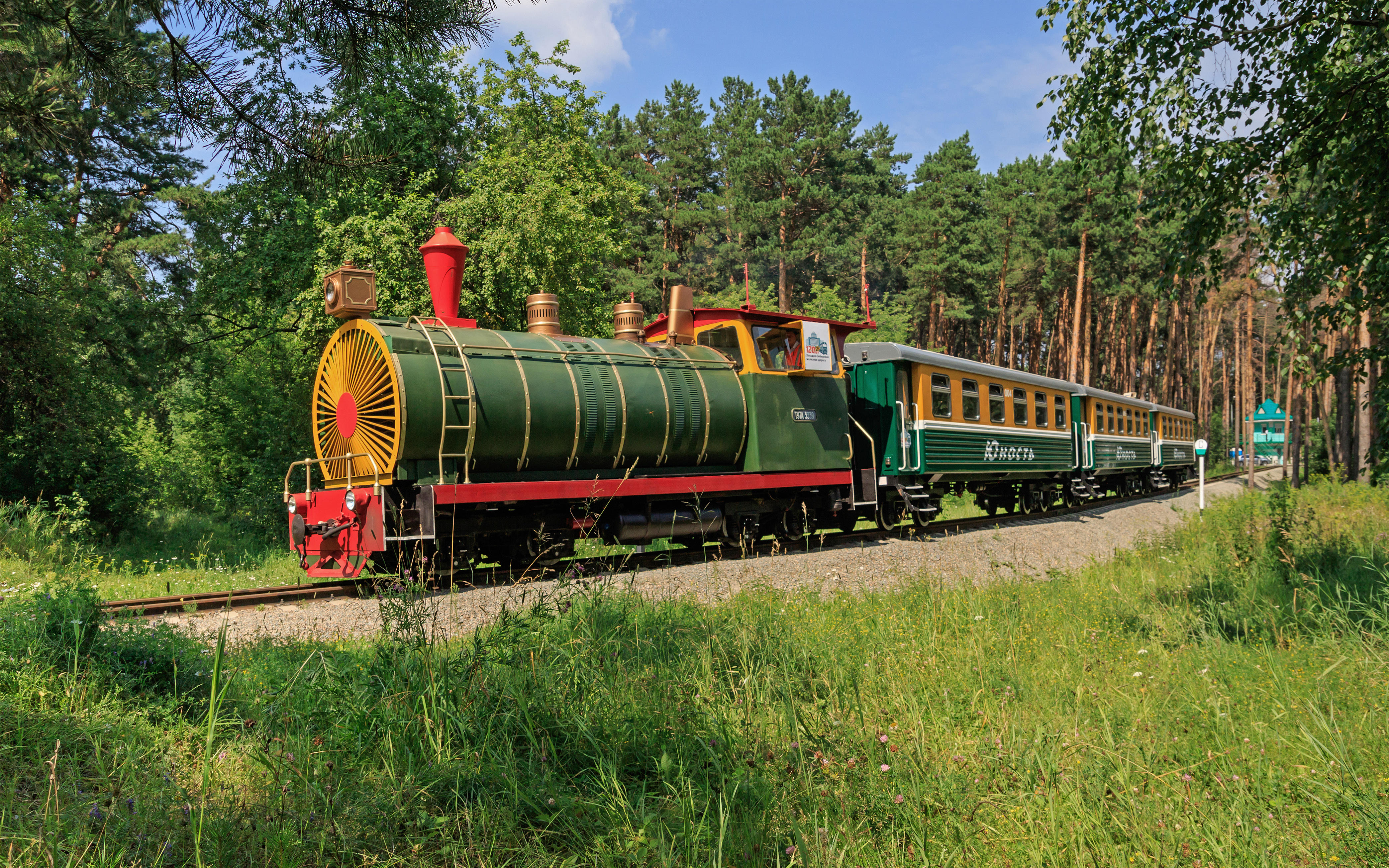
Стилізовий ТУ7А під паровоз на Новосибірській ДЗ
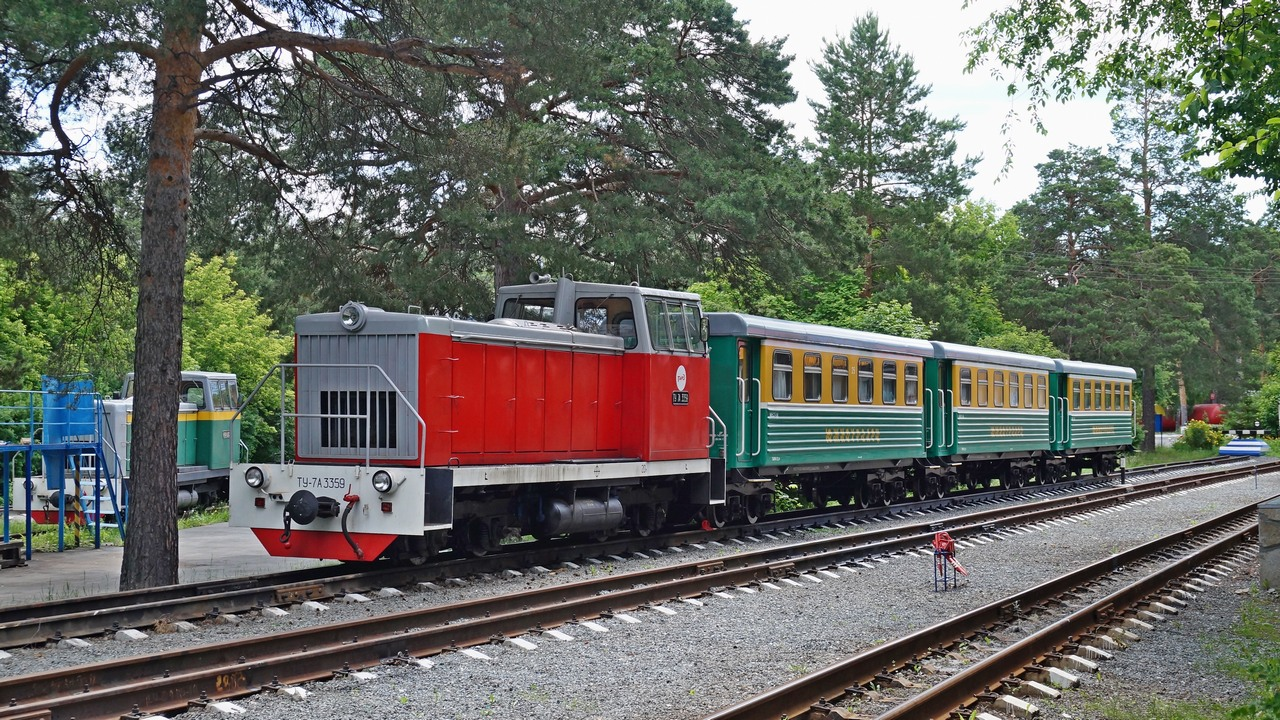
ТУ7А-3359 на Челябінській ДЗ
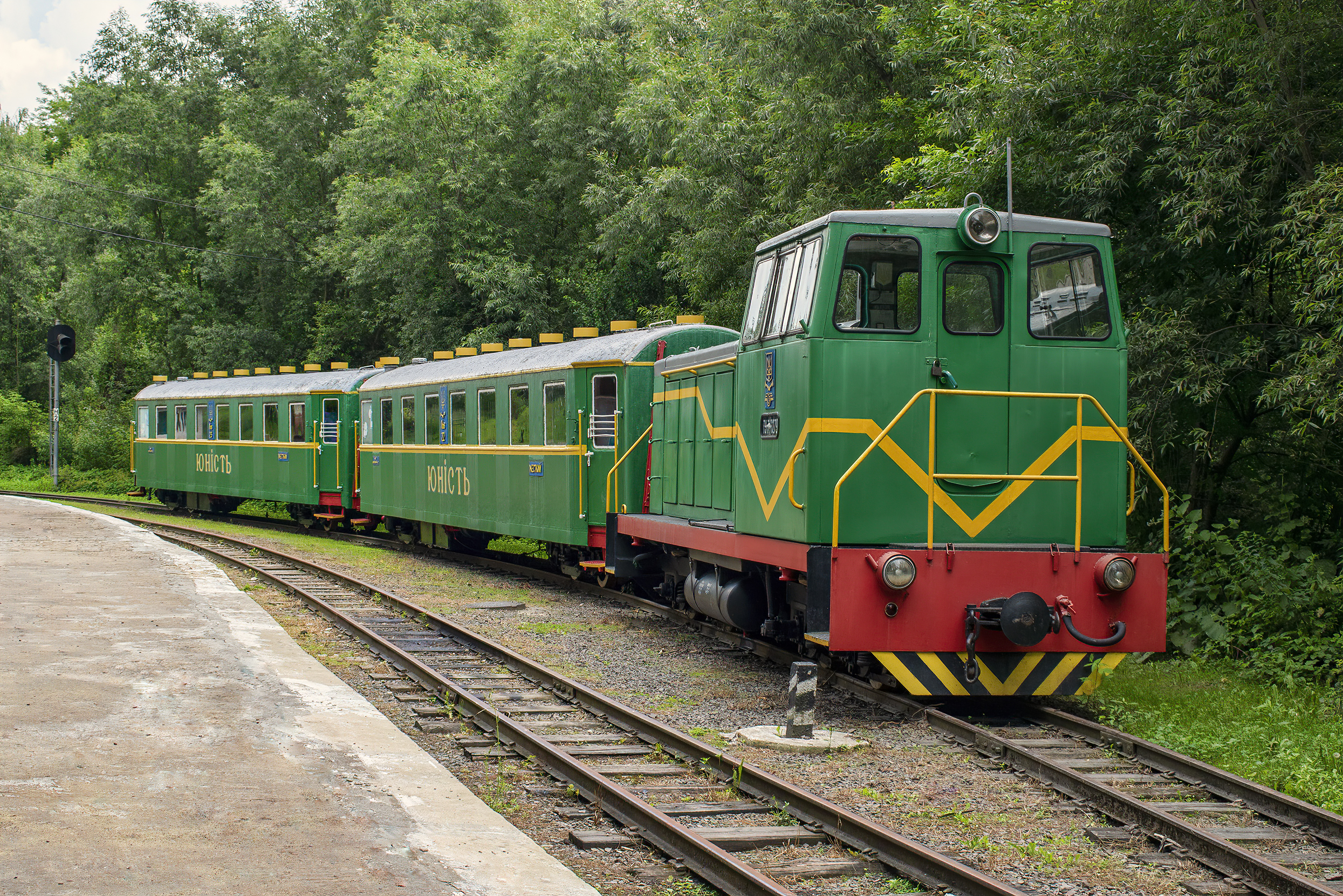
ТУ7А-3279 на Луцькій ДЗ
ТУ7А-3192 з Київської ДЗ